# Norvegia ai Giochi della IV Olimpiade
La Norvegia partecipò ai Giochi della IV Olimpiade che si sono svolti a Londra dal 25 agosto all'11 settembre 1908, con una delegazione di 69 atleti impegnati in sette discipline.